# Автобан A81 (Німеччина)
Федеральний автобан A81 (A81, нім. Bundesautobahn 81)  — автострада на південному заході Німеччини. Вона веде від A3 Вюрцбург-Кіст через Гайльбронн до Леонберга біля Штутгарта, а після спільної ділянки з A8 від Штутгарт-Вайхінген до Зінгена до швейцарського кордону біля Готтмадінгена. Довжина A81 проходить через федеральну землю Баден-Вюртемберг, лише кілька кілометрів на початку маршруту знаходяться в Баварії.
Середня ділянка між Хайльбронном і A8 з розв’язкою Леонберга поблизу Штутгарта була завершена ще за часів нацизму, тоді як ділянки від Вюрцбурга до Хайльбронна та від Штутгарта до Зінгена по суті датуються 1970-ми роками. Наприкінці 1980-х років автобан нарешті подовжили на кілька кілометрів за Зінген до кордону зі Швейцарією.
По всій своїй довжині A81 є частиною автошляху E 41 (Дортмунд–Альтдорф), у найпівденнішій частині між розв’язкою Хегау та кінцем автомагістралі біля Готтмадінгена також автошляху E 54. Ділянка на південь від Штутгарта пов’язана з сполучення з більшою територією Штутгарта в регіоні Боденського озера, також відомого як автострада Боденського озера. Іншим сленговим терміном для позначення автобану є Шпецле шосе.

## Маршрут

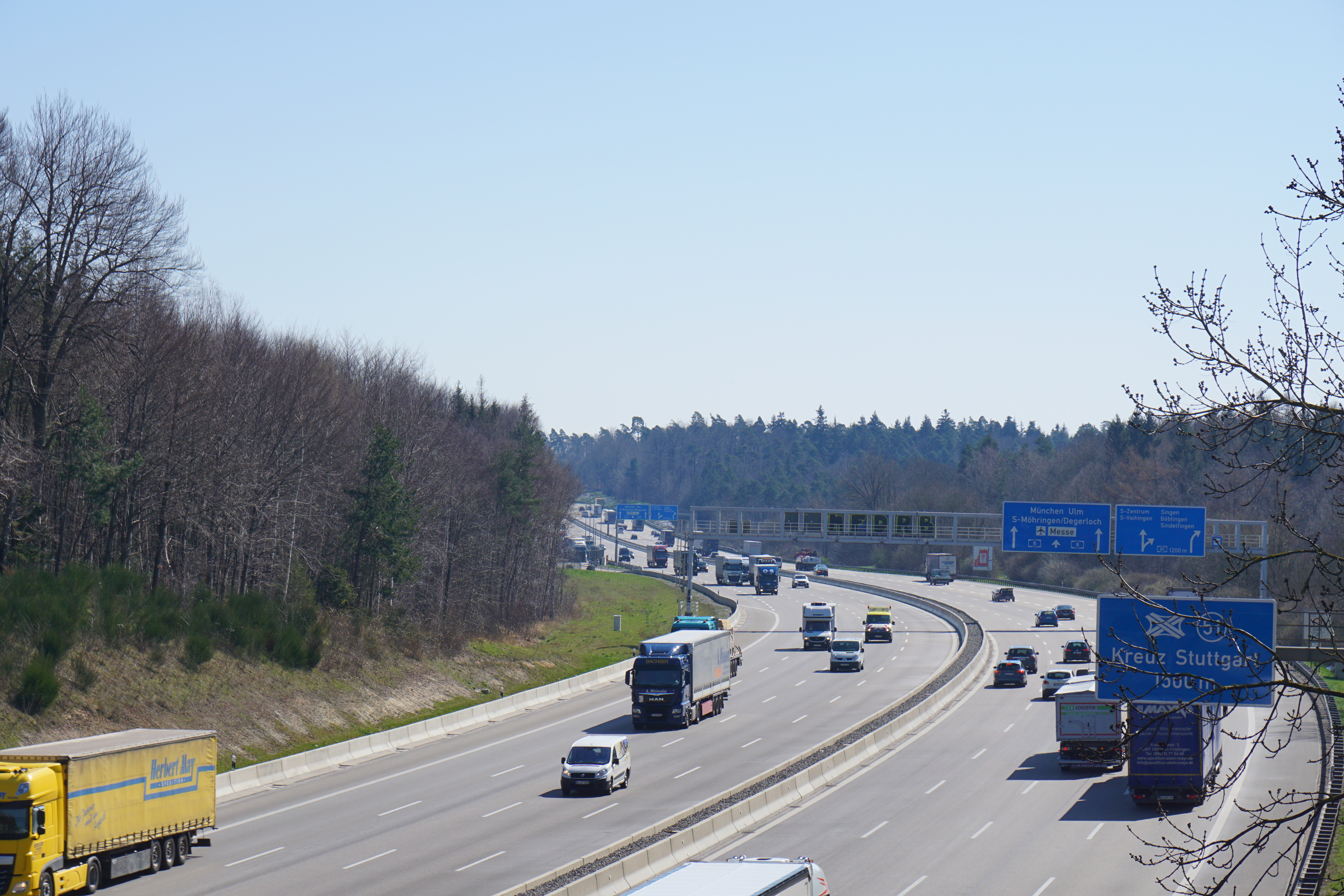
A81 на перетині через федеральний автобан A8 біля Зіндельфінгена.